# ماكسين هونغ كينغستون
ماكسين هونغ كينغستون (بالإنجليزية: Maxine Hong Kingston)‏ (بالصينية: 湯婷婷، ولدت باسم ماكسينغ تينغ تينغ هونغ؛ 27 أكتوبر، 1940) مؤلفة صينية أمريكية وأستاذة فخرية في جامعة كاليفورنيا، بركلي، حيث تخرجت بدرجة بكالوريوس في اللغة الإنجليزية عام 1962. ألفت كينغستون ثلاث روايات وعدة أعمال غير خيالية عن تجارب الأمريكيين الصينيين.
شاركت كينغستون بحركة النسوية من خلال العديد من الأعمال مثل مذكراتها التي حملت عنوان المرأة المحاربة، الذي يناقش المفاهيم الجندرية والعرقية وكيفية تأثيرها على حياة النساء. تلقت العديد من الجوائز عن مساهماتها في الأدب الأمريكي الصيني، بما في ذلك جائزة الكتاب الوطني عن الروايات غير الخيالية في عام 1981، وعن مجموعتها القصصية التي حملت عنوان رجال الصين.
تلقت كينغستون انتقادات كبيرة بسبب تعزيزها للصور النمطية العنصرية في أعمالها، وبسبب تخيلها قصصًا صينية تقليدية لترويج مفاهيم غربية عن الشعب الصيني. تلقت أيضًا انتقادات من باحثين آسيويين بسبب «مبالغتها في اضطهاد النساء الأمريكيات الآسيويات».

## السيرة الذاتية
وُلدت ماكسين تينغ تينغ هونغ في 27 أكتوبر، 1940 في ستوكتون، كاليفورنيا، لوالدين من الجيل الأول من المهاجرين الصينيين هما توم ويينغ لان هونغ. كانت الابنة الثالثة بين ثمانية أطفال وهي الابنة الكبرى بين الأطفال الذي وُلدوا في الولايات المتحدة.
في الصين، عمل توم هونغ أستاذًا وباحثًا مهنيًا في قريته سون وي، بالقرب من كانتون. في عام 1925، غادر توم الصين إلى الولايات المتحدة بحثًا عن آفاق أفضل. من ناحية ثانية، كانت الولايات المتحدة في بدايات القرن العشرين تعاني من تشريع الأعمال العنصرية وكان لديها طلب قليل على المهاجرين الصينيين ذوي التعليم الجيد، وبسبب ذلك أُبعد توم إلى الأعمال الوضيعة. ادخر أمواله وأصبح مديرًا لمنزل قمار غير قانوني، ما أدى إلى اعتقاله عدة مرات. «كان توم حذرًا فيما يتعلق باعتقالاته، ولا يعطي اسمه الحقيقي- لأنه شعر على ما يبدو أن عددًا قليلًا من الناس يظنون أن جميع الصينيين يبدون متشابهين- وكان يخترع اسمًا جديدًا عند كل اعتقال. وبالتالي لم يكن هناك سجل شرطه له باسمه الحقيقي». أصبح توم قادرًا على إحضار زوجته في عام 1940، وبعدها بفترة قصيرة وُلدت كينغستون؛ وسُميت «ماكسين» على اسم زبونة شقراء في منزل القمار كانت محظوظة بشكل ملحوظ.
انجذبت كينغستون للكتابة في عمر صغير وربحت جائزة الخمسة دولارات من «مجلة فتيات الكشافة» عن مقالة كتبتها بعنوان «أنا أمريكية». اختصت بالهندسة في جامعة كاليفورنيا، بركلي، قبل أن تغير اختصاصها إلى اللغة الإنجليزية. في عام 1962، تزوجت كينغستون من إيرل كينغستون، وهو ممثل، وبدأت العمل بمهنة بالتدريس في المدرسة الثانوية. أسسا عائلة في السنة التالية مع ولادة ابنهما جوزيف لورنز تشونغ مي. بين عامي 1965-1967، درّست ماكسين اللغة الإنجليزية والرياضيات في مدرسة سان سيت الثانوية في هايوارد، كاليفورنيا. بعد الانتقال إلى هاواي في عام 1967، بدأت ماكسين بالكتابة بشكل مكثف، لتكمل في النهاية كتابها الأول بعنوان المرأة المحاربة: مذكرات طفولة بين الأشباح، في عام 1976. بدأت بتدريس الإنجليزية في جامعة هاواي في مانوا في السنة ذاتها. بحلول عام 1981 انتقلت للتدريس في بركلي.
غالبًا ما انعكست أعمالها على تراثها الثقافي ومزجت الخيال بغير الخيال. من ضمن أعمالها المرأة المحاربة (1976)، التي مُنحت جائزة دائرة نقاد الكتب الوطنية عن الأعمال غير الخيالية، ورجال الصين(1980)، التي مُنحت جائزة الكتاب الوطني. كتبت رواية واحدة بعنوان تريب ماستر مانكي، وهي رواية تصور شخصية مقتبسة من شخصية سان وو كونغ الصينية الأسطورية. كتبها الأخيرة هي أن تكون الشاعر، والكتاب الخامس للسلام.
أُصدر فيلم وثائقي من إنتاج غايل كي.يامادا بعنوان ماكسين هونغ كينغستون: قصة محكية، في عام 1990. يلقي الفيلم الضوء على مؤلفين أمريكيين آسيويين بارزين مثل إيمي تان وديفيد هنري وانغ، ويكشف عن حياة كينغستون، ويشير بشكل خاص إلى تعليقاتها على التراث الثقافي وعلى الاضطهاد الجنسي والعرقي. مُنح هذا الإنتاج جائزة ساين غولدن إيغل في عام 1990. شاركت كينغستون أيضًا في إنتاج الفيلم الوثائقي التاريخي عن بيل مويرز بعنوان أن تصبح أمريكيًا: التجربة الصينية.
مُنحت كينغستون الوسام الوطني للعلوم الإنسانية من قبل رئيس الولايات المتحدة بيل كلينتون. كانت عضوًا في لجنة اختيار تصميم القطعة النقدية التذكارية في كاليفورنيا. اعتقلت كينغستون في يوم المرأة العالمي (8 مارس) في عام 2003. شاركت في احتجاج مناهض للحرب في العاصمة واشنطن كانت نظمته المنظمة النسائية كود بينك، ورفضت كينغستون أن تغادر الشارع بعد طلب الشرطة المحلية ذلك منها. تشاركت حجرة السجن مع الكاتبة آليس ووكر وتيري تيمبست ويليامز اللتين شاركتا أيضًا في المظاهرة. تسرب موقف كينغستون المناهض للحرب إلى أعمالها؛ وصرحت بأن تأليفها لكتابها الذي حمل عنوان الكتاب الخامس للسلام استُلهم من نشأتها خلال الحرب العالمية الثانية.
كُرمت كينغستون بوصفها المتحدثة رقم 175 في سلسلة الكاتبين المتحدثين في مدرسة إيما ويلارد في سبتمبر عام 2005. في أبريل عام 2007، مُنحت كينغستون جائزة كتاب كاليفورنيا الشمالية الخاصة عن نشرها لكتاب جنود الحرب، المحاربين القدامى من أجل السلام (2006)، وهي مختارات أشرفت على تحريرها.
في يوليو، 2014، مُنحت كينغستون الميدالية الوطنية للفنون لعام 2013 من قبل رئيس الولايات المتحدة باراك أوباما.

## جوائز
حصلت على جوائز منها:
- جائزة دوس باسوس  [لغات أخرى]‏ (1997)
- الوسام الوطني للعلوم الإنسانية  [لغات أخرى]‏ (1996)[17]
- زمالة غوغنهايم (1981)[18]
- جائزة أنسفيلد - وولف  [لغات أخرى]‏، عن عمل: The Woman Warrior [الإنجليزية]‏ (1977)
- جائزة الكتاب الوطني  [لغات أخرى]‏
- الميدالية الوطنية للفنون.

## وصلات خارجية
- ماكسين هونغ كينغستون على موقع IMDb (الإنجليزية)
- ماكسين هونغ كينغستون على موقع الموسوعة البريطانية (الإنجليزية)
- ماكسين هونغ كينغستون على موقع إن إن دي بي (الإنجليزية)

- ماكسين هونغ كينغستون في قاعدة بيانات الأفلام على الإنترنت